# Sender Rangstrup
Der Sender Rangstrup ist ein Grundnetzsender des dänischen Rundfunks Danmarks Radio. Er befindet sich drei Kilometer östlich der Gemeinde Aggerschau in Sønderjylland. Der abgespannte Stahlfachwerkturm wurde 1957 errichtet und hat eine Höhe von 221 Metern.
Der Sender versorgt den größten Teil Sønderjylland. Er ist auch weit nach Deutschland hinein zu empfangen und eine wichtige Informationsquelle für die dänische Minderheit in Deutschland.

## Frequenzen und Programme

### Analoger Hörfunk (UKW)
| Frequenz (MHz) | Programm      | RDS PS   | RDS PI | Regionalisierung | ERP (kW) | Antennendiagramm rund (ND)/gerichtet (D) | Polarisation horizontal (H)/vertikal (V) | Antennenhöhe |
| -------------- | ------------- | -------- | ------ | ---------------- | -------- | ---------------------------------------- | ---------------------------------------- | ------------ |
| 88,2           | The Voice     | THEVOICE | 9619   | Sønderjylland    | 5        | D (280–350°, 60–90°)                     | V                                        | 140 m        |
| 89,3           | Nova fm       | NOVA___  | 9205   | –                | 5        | D (270–20°)                              | V                                        | 140 m        |
| 95,1           | DR P1 / DR P2 | DR_P1___ | 9201   | –                | 60       | ND                                       | H                                        | 176 m        |
| 97,2           | DR P3         | DR_P3___ | 9203   | –                | 60       | D (95–210°)                              | H                                        | 176 m        |
| 99,9           | DR P4         | DRP4_SYD | 9C02   | Süd              | 60       | ND                                       | H                                        | 176 m        |
| 102,1          | Radio 24syv   | RADIO4__ | 9204   | –                | 60       | D (170-130°)                             | H                                        | 146 m        |

### Digitales Radio (DAB)
Das landesweite Bouquet auf Kanal 12C wird mit 4 kW ERP abgestrahlt.
DAB wird in vertikaler Polarisation und im Gleichwellenbetrieb mit anderen Sendern ausgestrahlt.
| Block             | Frequenz    | Programme (Datendienste) | ERP (kW) | Antennen- diagramm rund (ND), gerichtet (D) | Polarisation horizontal (H)/ vertikal (V) | Gleichwellennetz (SFN) | Antennendiagramm rund (ND)/gerichtet (D) |
| ----------------- | ----------- | --- | -------- | ------------------------------------------- | ----------------------------------------- | --- | ---------------------------------------- |
| 12C DK DAB1 (DNK) | 227,360 MHz | DAB+ Block des Danmarks Radio: - Radio Klassisk (128kbit/s) (DAB+) - Radio Soft (72kbit/s) (DAB+) - Nova fm (72kbit/s) (DAB+) - Pop FM (72kbit/s) (DAB+) - The Voice (72 kbit/s) (DAB+) - radio100 (72kbit/s) (DAB+) - Ekstra Bladet (56kbit/s) (DAB+) - BBC WorldService (40kbit/s) (DAB+) - myROCK (72kbit/s) (DAB+) | 4        | D                                           | V                                         | Skagen, Tolne, Frederikshavn, Sæby, Brønderslev, Læsø, Aalborg-Frejlev, Thisted, Løgstør, Anholt, Øster Doense, Skive, Lemvig, Viborg, Ørum, Randers, Grenaa, Holstebro - Mejrup, Hadsten, Ebeltoft, Silkeborg, Herning, Gilleleje, Ringkøbing, Aarhus, Helsingør, Brædstrup, Hillerød, Nykøbing Sjælland, Horsens, Ølgod, Gladsaxe, Klejs, Høve, Kopenhagen, Jyderup, Kalundborg, Vejle, Køge, Kolding, Esbjerg, Kalvslund, Slagelse, Nyborg, Tommestrup, Hammeren, Sønder Højrup, Haderslev, Næstved, Rø, Rønne, Agerskov, Vordingborg, Aabenraa, Taasinge, Vester Sømarken, Kalvehave, Tønder, Sønderborg West, Bregninge, Nakskov, Kollund, Maribo, Nykøbing Falster | D (250-110°)                             |

Der Empfang von 12C in Deutschland ist im Vergleich zu UKW deutlich schwächer und bricht schon kurz hinter der Grenze ab. Das Bouquet von Danmarks Radio auf Kanal 8B wurde dagegen im Dezember 2019 von Rangstrup auf den Mast am Kassøvej mit höherer Leistung verlagert, so dass dessen Reichweite nach Deutschland deutlich gestiegen ist. Mit einem Autoradio ist jetzt ein weitgehend unterbrechungsfreies Signal im gesamten Landesteil Schleswig aufzunehmen.

### Analoges Fernsehen (PAL)
Vor der Umstellung auf DVB-T diente der Sendestandort weiterhin für analoges Fernsehen.
| Kanal | Frequenz (MHz) | Programm | ERP (kW) | Sendediagramm rund (ND)/ gerichtet (D) | Polarisation horizontal (H)/ vertikal (V) |
| ----- | -------------- | -------- | -------- | -------------------------------------- | ----------------------------------------- |
| 7     | 189,25         | DR1      | 60       | ND                                     | H                                         |